# Туйок
Туйок, также известная как Туюгоу и Туюк (кит. упр. 吐峪沟, пиньинь Tŭyùgōu, уйг. تۇيۇق) — деревня-оазис в пустыне Такла-Макан уезда Шаньшань Синьцзян-Уйгурского автономного района в Китае. В Туйоке хорошо сохранились уйгурская архитектура и быт.

## География

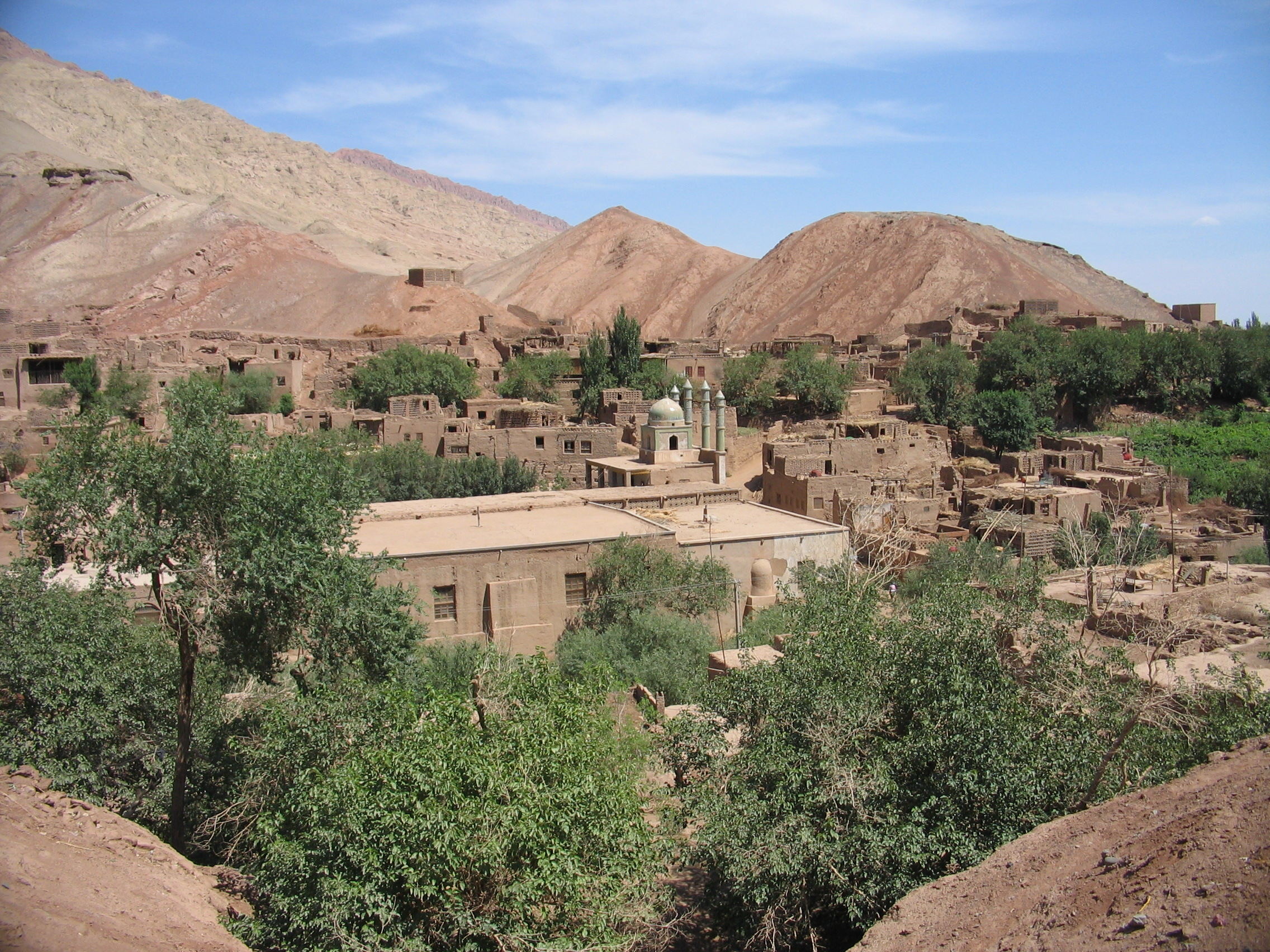
Вид на оазис Туйок, 2007 год

Оазис, расположенный в 70 км к востоку от Турфана, находится в узкой зелёной долине, врезающуюся в Огненные горы. Долина Туйок известна своим овальным виноградом без косточек.

## Климат
Туйок имеет пустынный климат (согласно классификации климатов Кёппена — BWk). Среднегодовая температура составляет 13,2 °C. Среднегодовое количество осадков составляет 23 мм.

## История
Деревня Туйок, которая, вероятно, была остановкой на Шёлковом пути, стала свидетелем перехода региона от буддизма к исламу. С 14 века Туйок стал важным местом паломничества мусульман.
Примерно в пятнадцати километрах к северо-западу от Туйока находятся древние буддийские Безекликские пещеры тысячи будд, содержащие старинные фрески.